# Campeonato Sul-Americano de Atletismo de 2005 - Resultados
Estes são os resultados do Campeonato Sul-Americano de Atletismo de 2005 que ocorreram de 21 a 24 de julho de 2005 no Estádio Olímpico Pascual Guerrero, em Cali, na Colômbia. 

## Resultado masculino

### 100 metros
| Posição | Bateria | Atleta                | Nacionalidade | Tempo | Notas |
| ------- | ------- | --------------------- | ------------- | ----- | ----- |
| 1       | 2       | Vicente de Lima       | Brasil        | 10.46 | Q     |
| 2       | 1       | André da Silva        | Brasil        | 10.47 | Q     |
| 3       | 2       | Heber Viera           | Uruguai       | 10.54 | Q     |
| 4       | 1       | Daniel Grueso         | Colômbia      | 10.58 | Q     |
| 5       | 2       | Iván Altamirano       | Argentina     | 10.62 | Q     |
| 6       | 2       | Harlin Echavarría     | Colômbia      | 10.72 | q     |
| 7       | 2       | Kael Becerra          | Chile         | 10.75 | q     |
| 8       | 1       | Diego Valdés          | Chile         | 10.77 | Q     |
| 9       | 1       | Luis Morán            | Equador       | 10.77 |       |
| 10      | 1       | José Manuel Garaventa | Argentina     | 10.78 |       |
| 11      | 2       | Andrés Gallegos       | Equador       | 10.78 |       |

| Posição           | Atleta            | Nacionalidade | Tempo | Notas |
| ----------------- | ----------------- | ------------- | ----- | ----- |
| Medalha de ouro   | André da Silva    | Brasil        | 10.32 |       |
| Medalha de prata  | Vicente de Lima   | Brasil        | 10.37 |       |
| Medalha de bronze | Heber Viera       | Uruguai       | 10.43 |       |
| 4                 | Daniel Grueso     | Colômbia      | 10.56 |       |
| 5                 | Iván Altamirano   | Argentina     | 10.61 |       |
| 6                 | Kael Becerra      | Chile         | 10.62 |       |
| 7                 | Harlin Echavarría | Colômbia      | 10.68 |       |
| 8                 | Diego Valdés      | Chile         | 10.79 |       |

### 200 metros
| Posição | Bateria | Atleta           | Nacionalidade       | Tempo | Notas |
| ------- | ------- | ---------------- | ------------------- | ----- | ----- |
| 1       | 1       | André da Silva   | Brasil              | 20.87 | Q     |
| 2       | 1       | Heber Viera      | Uruguai             | 20.91 | Q     |
| 3       | 1       | Geronimo Goeloe  | Antilhas Holandesas | 20.94 | Q     |
| 4       | 1       | Daniel Grueso    | Colômbia            | 21.07 | q     |
| 5       | 2       | Vicente de Lima  | Brasil              | 21.16 | Q     |
| 6       | 1       | José Acevedo     | Venezuela           | 21.20 | q     |
| 7       | 2       | Hawar Murillo    | Colômbia            | 21.29 | Q     |
| 8       | 2       | José Carabalí    | Venezuela           | 21.43 | Q     |
| 9       | 1       | Sebastián Keitel | Chile               | 21.50 |       |
| 10      | 1       | Luis Morán       | Equador             | 21.70 |       |
| 11      | 2       | Kael Becerra     | Chile               | 21.71 |       |
| 12      | 2       | Oscar Mina       | Equador             | 21.90 |       |
| 13      | 2       | Iván Altamirano  | Argentina           | DNF   |       |

| Posição           | Atleta          | Nacionalidade       | Tempo | Notas |
| ----------------- | --------------- | ------------------- | ----- | ----- |
| Medalha de ouro   | André da Silva  | Brasil              | 20.33 |       |
| Medalha de prata  | Heber Viera     | Uruguai             | 20.62 |       |
| Medalha de bronze | Geronimo Goeloe | Antilhas Holandesas | 20.80 |       |
| 4                 | Daniel Grueso   | Colômbia            | 20.83 |       |
| 5                 | José Acevedo    | Venezuela           | 20.93 |       |
| 6                 | Hawar Murillo   | Colômbia            | 20.98 |       |
| 7                 | José Carabalí   | Venezuela           | 21.09 |       |
| 8                 | Vicente de Lima | Brasil              | DNF   |       |

### 400 metros
| Posição | Bateria | Atleta            | Nacionalidade       | Tempo | Notas |
| ------- | ------- | ----------------- | ------------------- | ----- | ----- |
| 1       | 2       | Andrés Silva      | Uruguai             | 46.10 | Q     |
| 2       | 1       | Sanderlei Parrela | Brasil              | 46.23 | Q     |
| 3       | 2       | Javier Mosquera   | Colômbia            | 46.24 | Q     |
| 4       | 1       | Geronimo Goeloe   | Antilhas Holandesas | 46.47 | Q     |
| 5       | 1       | Gustavo Aguirre   | Argentina           | 46.53 | Q     |
| 6       | 1       | Carlos Pena       | Colômbia            | 46.73 | q     |
| 7       | 2       | Luís Ambrosio     | Brasil              | 46.92 | Q     |
| 8       | 2       | Josner Rodríguez  | Venezuela           | 47.00 | q     |
| 9       | 1       | William Hernández | Venezuela           | 47.49 |       |
| 10      | 1       | Francisco Aguirre | Equador             | 48.22 |       |
| 11      | 2       | Marco Rivadeneira | Equador             | 50.39 |       |

| Posição           | Atleta            | Nacionalidade       | Tempo | Notas |
| ----------------- | ----------------- | ------------------- | ----- | ----- |
| Medalha de ouro   | Andrés Silva      | Uruguai             | 45.38 |       |
| Medalha de prata  | Sanderlei Parrela | Brasil              | 45.83 |       |
| Medalha de bronze | Gustavo Aguirre   | Argentina           | 46.43 |       |
| 4                 | Geronimo Goeloe   | Antilhas Holandesas | 46.65 |       |
| 5                 | Carlos Pena       | Colômbia            | 46.68 |       |
| 6                 | Luís Ambrosio     | Brasil              | 47.07 |       |
| 7                 | Josner Rodríguez  | Venezuela           | 47.09 |       |
| 8                 | Javier Mosquera   | Colômbia            | 47.58 |       |

### 800 metros
24 de julho
| Posição           | Atleta              | Nacionalidade | Tempo   | Notas |
| ----------------- | ------------------- | ------------- | ------- | ----- |
| Medalha de ouro   | Fabiano Peçanha     | Brasil        | 1:47.02 |       |
| Medalha de prata  | Diego Chargal Gomes | Brasil        | 1:48.30 |       |
| Medalha de bronze | Jhon Chávez         | Colômbia      | 1:48.65 |       |
| 4                 | Fadrique Iglesias   | Bolívia       | 1:48.76 |       |
| 5                 | Leonardo Price      | Argentina     | 1:49.64 |       |
| 6                 | José Bermudez       | Colômbia      | 1:50.11 |       |
| 7                 | Cristian Matute     | Equador       | 1:52.0  |       |
| 8                 | Rodrigo Trinidad    | Paraguai      | DNS     |       |
| 8                 | Eduar Villanueva    | Venezuela     | DNS     |       |

### 1.500 metros
22 de julho
| Posição           | Atleta           | Nacionalidade | Tempo   | Notas |
| ----------------- | ---------------- | ------------- | ------- | ----- |
| Medalha de ouro   | Fabiano Peçanha  | Brasil        | 3:41.51 |       |
| Medalha de prata  | Bayron Piedra    | Equador       | 3:41.90 |       |
| Medalha de bronze | Javier Carriqueo | Argentina     | 3:45.53 |       |
| 4                 | Eduar Villanueva | Venezuela     | 3:46.90 |       |
| 5                 | Jhon Chávez      | Colômbia      | 3:47.68 |       |
| 6                 | André de Santana | Brasil        | 3:49.61 |       |
| 7                 | Leonardo Price   | Argentina     | 3:51.72 |       |

### 5.000 metros
24 de julho
| Posição           | Atleta                  | Nacionalidade | Tempo    | Notas |
| ----------------- | ----------------------- | ------------- | -------- | ----- |
| Medalha de ouro   | Bayron Piedra           | Equador       | 14:12.24 |       |
| Medalha de prata  | Jacinto López           | Colômbia      | 14:14.07 |       |
| Medalha de bronze | Javier Carriqueo        | Argentina     | 14:19.10 |       |
| 4                 | Rolando Ortiz           | Colômbia      | 14:33.28 |       |
| 5                 | Claudir Rodrigues       | Brasil        | 14:42.65 |       |
| 6                 | Edgar Chancusig         | Equador       | 15:20.74 |       |
| 7                 | Lionel Andrade          | Guiana        | DNF      |       |
| 7                 | Jhon Cusi               | Peru          | DNF      |       |
| 7                 | Fernando Alex Fernandes | Brasil        | DNF      |       |
| 7                 | Collin Mercurius        | Guiana        | DNF      |       |
| 9                 | Juan Osvaldo Suarez     | Argentina     | DNS      |       |

### 10.000 metros
22 de julho
| Posição           | Atleta               | Nacionalidade | Tempo    | Notas |
| ----------------- | -------------------- | ------------- | -------- | ----- |
| Medalha de ouro   | José Alirio Carrasco | Colômbia      | 30:07.24 |       |
| Medalha de prata  | Jhon Cusi            | Peru          | 30:14.74 |       |
| Medalha de bronze | Diego Colorado       | Colômbia      | 30:15.55 |       |
| 4                 | Elenilson da Silva   | Brasil        | 30:27.60 |       |
| 5                 | Francisco Roldán     | Equador       | 32:22.30 |       |
| 6                 | Lionel Andrade       | Guiana        | 34:30.92 |       |
| 7                 | Collin Mercurius     | Guiana        | 36:03.77 |       |
| 8                 | Gilson da Silva      | Brasil        | DNF      |       |

### 110 metros barreiras
22 de julho
Vento: +3.4 m/s
| Posição           | Atleta                  | Nacionalidade | Tempo | Notas |
| ----------------- | ----------------------- | ------------- | ----- | ----- |
| Medalha de ouro   | Redelén dos Santos      | Brasil        | 13.46 |       |
| Medalha de prata  | Paulo Villar            | Colômbia      | 13.49 |       |
| Medalha de bronze | Matheus Facho Inocencio | Brasil        | 13.72 |       |
| 4                 | Jonathan Davis          | Venezuela     | 14.45 |       |
| 5                 | Sadros Sánchez          | Panamá        | 14.57 |       |
| 6                 | Francisco Schilling     | Chile         | 14.58 |       |
| 7                 | Oscar Candanoza         | Colômbia      | 14.65 |       |
| 8                 | Leandro Peyrano         | Argentina     | 14.73 |       |

### 400 metros barreiras
23 de julho
| Posição           | Atleta                 | Nacionalidade | Tempo | Notas |
| ----------------- | ---------------------- | ------------- | ----- | ----- |
| Medalha de ouro   | Tiago Bueno            | Brasil        | 50.87 |       |
| Medalha de prata  | Víctor Solarte         | Venezuela     | 51.00 |       |
| Medalha de bronze | Cleverson da Silva     | Brasil        | 52.32 |       |
| 4                 | Oscar Candanoza        | Colômbia      | 52.41 |       |
| 5                 | José Ignacio Pignataro | Argentina     | 52.55 |       |
| 6                 | Christian Deymonnaz    | Argentina     | 53.13 |       |
| 7                 | Franklin Murillo       | Colômbia      | 53.19 |       |
| 8                 | Esteban Lucero         | Equador       | 55.75 |       |

### 3.000 metros com obstáculos
23 de julho
| Posição           | Atleta                  | Nacionalidade | Tempo   | Notas |
| ----------------- | ----------------------- | ------------- | ------- | ----- |
| Medalha de ouro   | Mariano Mastromarino    | Argentina     | 9:02.89 |       |
| Medalha de prata  | Fernando Alex Fernandes | Brasil        | 9:04.46 |       |
| Medalha de bronze | Sergio Lobos            | Chile         | 9:08.59 |       |
| 4                 | Julio Pulido            | Colômbia      | 9:14.35 |       |
| 5                 | José Eraldo de Lima     | Brasil        | 9:16.63 |       |
| 6                 | Diego Moreno            | Peru          | 9:18.34 |       |
| 7                 | Gerardo Villacres       | Equador       | 9:18.35 |       |
| 8                 | Wilder Álvarez          | Colômbia      | 9:20.77 |       |
| 9                 | José Calzadilla         | Venezuela     | DNS     |       |

### Revezamento 4x100 m
23 de julho
| Posição           | Nacionalidade | Atletas                                                                | Tempo | Notas |
| ----------------- | ------------- | ---------------------------------------------------------------------- | ----- | ----- |
| Medalha de ouro   | Brasil        | André da Silva, Vicente de Lima, Jorge Célio Sena, José Carlos Moreira | 39.17 |       |
| Medalha de prata  | Colômbia      | Harlin Echavarría, Eduard Mena, Daniel Grueso, Nicoll Navas            | 39.85 |       |
| Medalha de bronze | Equador       | Hugo Chila, Andrés Gallegos, Luis Morán, Oscar Mina                    | 40.45 |       |
| 4                 | Argentina     | José Manuel Garaventa, Leandro Peyrano, Eric Kerwitz, Iván Altamirano  | 40.66 |       |

### Revezamento 4x400 m
24 de julho
| Posição           | Nacionalidade | Atletas                                                                       | Tempo   | Notas |
| ----------------- | ------------- | ----------------------------------------------------------------------------- | ------- | ----- |
| Medalha de ouro   | Brasil        | Luís Ambrosio, Sanderlei Parrela, Thiago Chyaromont, Wagner Souza             | 3:04.15 |       |
| Medalha de prata  | Colômbia      | Amílcar Torres, Franklin Murillo, Javier Mosquera, Carlos Pena                | 3:05.94 |       |
| Medalha de bronze | Argentina     | Gustavo Aguirre, Iván Altamirano, Christian Deymonnaz, José Ignacio Pignataro | 3:08.61 |       |
| 4                 | Venezuela     | William Hernández, José Faneite, José Acevedo, Josner Rodríguez               | 3:09.02 |       |
| 5                 | Equador       |                                                                               | DNS     |       |

### 20 km marcha atlética
22 de julho
| Posição           | Atleta                | Nacionalidade | Tempo   | Notas |
| ----------------- | --------------------- | ------------- | ------- | ----- |
| Medalha de ouro   | Jefferson Pérez       | Equador       | 1:22:54 |       |
| Medalha de prata  | Rolando Saquipay      | Equador       | 1:22.55 |       |
| Medalha de bronze | Fernando López        | Colômbia      | 1:23.43 |       |
| 4                 | Carlos Borgono        | Chile         | 1:34.31 |       |
| 5                 | Gustavo Restrepo*     | Colômbia      | 1:24.46 | [ 2 ] |
| 6                 | José Alessandro Bagio | Brasil        | DNF     |       |
| 6                 | Mário dos Santos      | Brasil        | DNF     |       |
| 6                 | Fredy Hernández       | Colômbia      | DSQ     |       |
| 6                 | Ronald Huayta         | Bolívia       | DSQ     |       |
| 6                 | Dionisio Neira        | Peru          | DSQ     |       |

### Salto em altura
24 de julho
| Posição           | Atleta           | Nacionalidade | Resultado | Notas |
| ----------------- | ---------------- | ------------- | --------- | ----- |
| Medalha de ouro   | Gilmar Mayo      | Colômbia      | 2.22      |       |
| Medalha de prata  | Erasmo Jara      | Argentina     | 2.19      |       |
| Medalha de bronze | Rodrigo de Assis | Brasil        | 2.16      |       |
| 4                 | Fábio Baptista   | Brasil        | 2.16      |       |
| 5                 | Santiago Guerci  | Argentina     | 2.10      |       |
| 6                 | Wanner Miller    | Colômbia      | 2.05      |       |
| 7                 | Cristian Calle   | Equador       | 2.05      |       |
| 8                 | León Beltrán     | Venezuela     | 2.05      |       |

### Salto á vara
22 de julho
| Posição           | Atleta               | Nacionalidade | Resultado | Notas |
| ----------------- | -------------------- | ------------- | --------- | ----- |
| Medalha de ouro   | Fábio Gomes da Silva | Brasil        | 5.40      |       |
| Medalha de prata  | Javier Benítez       | Argentina     | 5.20      |       |
| Medalha de bronze | Germán Chiaraviglio  | Argentina     | 5.10      |       |
| 4                 | Víctor Medina        | Colômbia      | 4.40      |       |
| 5                 | Henrique Martins     | Brasil        | ?         |       |
| 5                 | Arturo Posada        | Colômbia      | ?         |       |
| 5                 | Lenin Sambrano       | Equador       | ?         |       |

### Salto em comprimento
23 de julho
| Posição           | Atleta             | Nacionalidade | Resultado | Notas |
| ----------------- | ------------------ | ------------- | --------- | ----- |
| Medalha de ouro   | Erivaldo Vieira    | Brasil        | 8.15      |       |
| Medalha de prata  | Tiago Jacinto Dias | Brasil        | 7.93      |       |
| Medalha de bronze | Esteban Copland    | Venezuela     | 7.92      |       |
| 4                 | Louis Tristán      | Peru          | 7.70      |       |
| 5                 | Carlos Jaramillo   | Equador       | 7.57      |       |
| 6                 | Eric Kerwitz       | Argentina     | 7.38      |       |
| 7                 | Daimnler Griego    | Colômbia      | 7.24      |       |
| 8                 | Hugo Chila         | Equador       | ?         |       |
| 8                 | Lewis Asprilla     | Colômbia      | ?         |       |

### Salto triplo
22 de julho
| Posição           | Atleta           | Nacionalidade | Resultado | Notas |
| ----------------- | ---------------- | ------------- | --------- | ----- |
| Medalha de ouro   | Jefferson Sabino | Brasil        | 16.24     |       |
| Medalha de prata  | Hugo Chila       | Equador       | 15.91     |       |
| Medalha de bronze | Carlos Carabalí  | Colômbia      | 15.85     |       |
| 4                 | Johnny Rodríguez | Venezuela     | 15.63     |       |
| 5                 | Leisnes Aragón   | Colômbia      | 15.16     |       |

### Arremesso de peso
22 de julho
| Posição           | Atleta              | Nacionalidade | Resultado | Notas |
| ----------------- | ------------------- | ------------- | --------- | ----- |
| Medalha de ouro   | Marco Antonio Verni | Chile         | 18.43     |       |
| Medalha de prata  | Yojer Medina        | Venezuela     | 18.32     |       |
| Medalha de bronze | Jhonny Rodríguez    | Colômbia      | 18.22     |       |
| 4                 | Germán Lauro        | Argentina     | 17.96     |       |
| 5                 | Jiovanny García     | Colômbia      | 17.93     |       |
| 6                 | Ronald Juliao       | Brasil        | 16.97     |       |
| 7                 | Daniel Munoz        | Chile         | 16.48     |       |
| 8                 | Daniel Freire       | Brasil        | 16.39     |       |
| 9                 | Mário Sambrano      | Equador       | 13.29     |       |

### Lançamento de disco
24 de julho
| Posição           | Atleta           | Nacionalidade | Resultado | Notas |
| ----------------- | ---------------- | ------------- | --------- | ----- |
| Medalha de ouro   | Jorge Balliengo  | Argentina     | 60.97     |       |
| Medalha de prata  | Marcelo Pugliese | Argentina     | 56.76     |       |
| Medalha de bronze | Ronald Juliao    | Brasil        | 56.51     |       |
| 4                 | Héctor Hurtado   | Venezuela     | 54.24     |       |
| 5                 | Jesús Parejo     | Venezuela     | 52.33     |       |
| 6                 | Gustavo Mendonça | Brasil        | 49.95     |       |
| 7                 | Gabriel Hugo     | Equador       | 45.88     |       |
| 8                 | Julián Angulo    | Colômbia      | DNS       |       |
| 8                 | Jhonny Rodríguez | Colômbia      | DNS       |       |

### Lançamento de martelo
24 de julho
| Posição           | Atleta             | Nacionalidade | Resultado | Notas |
| ----------------- | ------------------ | ------------- | --------- | ----- |
| Medalha de ouro   | Juan Ignacio Cerra | Argentina     | 72.03     |       |
| Medalha de prata  | Wagner Domingos    | Brasil        | 67.33     |       |
| Medalha de bronze | Patricio Palma     | Chile         | 67.10     |       |
| 4                 | Eduardo Acuna      | Peru          | 66.73     |       |
| 5                 | Adrián Marzo       | Argentina     | 65.26     |       |
| 6                 | Roberto Sáez       | Chile         | 65.01     |       |
| 7                 | Armando dos Santos | Brasil        | 61.88     |       |
| 8                 | Freimar Arias      | Colômbia      | 58.78     |       |
| 9                 | Lenin Proano       | Equador       | 50.06     |       |
| 10 !              | Jacobo de Leon     | Colômbia      | ?         |       |

### Lançamento de dardo
24 de julho
| Posição           | Atleta                  | Nacionalidade | Resultado | Notas |
| ----------------- | ----------------------- | ------------- | --------- | ----- |
| Medalha de ouro   | Luiz Fernando da Silva  | Brasil        | 79.44     |       |
| Medalha de prata  | Júlio César de Oliveira | Brasil        | 73.60     |       |
| Medalha de bronze | Noraldo Palacios        | Colômbia      | 73.54     |       |
| 4                 | Ronald Noguera          | Venezuela     | 71.87     |       |
| 5                 | Pablo Pietrobelli       | Argentina     | 68.48     |       |
| 6                 | Diego Moraga            | Chile         | 67.20     |       |
| 7                 | Jhony Viafara           | Colômbia      | 65.84     |       |
| 8                 | Xavier Mercado          | Equador       | 60.79     |       |

### Decatlo
| Pos.              | Atleta                 | Nacionalidade | 100 m | SD   | AP    | SA   | 400 m | 110 m | AD    | SV   | LD    | 1500 m  | PG   | Notas |
| ----------------- | ---------------------- | ------------- | ----- | ---- | ----- | ---- | ----- | ----- | ----- | ---- | ----- | ------- | ---- | ----- |
| Medalha de ouro   | Jorge Naranjo          | Chile         | 11.37 | 7.43 | 12.98 | 2.08 | 50.89 | 15.04 | 32.64 | 5.20 | 41.11 | 4:39.83 | 7489 |       |
| Medalha de prata  | Iván Scolfaro da Silva | Brasil        | 11.40 | 6.90 | 13.10 | 1.96 | 48.90 | 14.91 | 40.53 | 4.50 | 52.96 | 4:46.59 | 7437 |       |
| Medalha de bronze | Andrés Mantilla        | Colômbia      | 11.30 | 6.82 | 13.65 | 1.99 | 49.69 | 14.77 | 42.23 | 4.00 | 49.73 | 4:37.33 | 7383 |       |
| 4                 | Carlos Chinin          | Brasil        | 11.14 | 7.21 | 12.47 | 2.08 | 50.27 | 14.81 | 37.92 | 3.80 | 46.59 | 4:36.47 | 7307 |       |
| 5                 | Santiago Lorenzo       | Argentina     | 11.41 | 6.94 | ?     | 1.87 | 49.04 | 15.12 | 39.93 | 4.80 | 52.05 | 4:34.46 | 6798 |       |
| 6                 | José Francisco Nava    | Chile         | 11.11 | 7.09 | 10.26 | 1.78 | 49.73 | 16.84 | 27.98 | 4.60 | 42.12 | 5:28.63 | 6344 |       |
| 7                 | Enrique Aguirre        | Argentina     | 11.71 | 6.43 | 13.92 | 1.96 | ?     | DNS   | –     | –    | –     | –       | DNF  |       |

## Feminino

### 100 metros
22 de julho
Vento: +0.5 m/s
| Posição           | Atleta             | Nacionalidade | Tempo | Notas |
| ----------------- | ------------------ | ------------- | ----- | ----- |
| Medalha de ouro   | Lucimar de Moura   | Brasil        | 11.25 |       |
| Medalha de prata  | Melisa Murillo     | Colômbia      | 11.39 |       |
| Medalha de bronze | Luciana dos Santos | Brasil        | 11.46 |       |
| 4                 | Yomara Hinestroza  | Colômbia      | 11.50 |       |
| 5                 | Vanesa Wohlgemuth  | Argentina     | 12.00 |       |
| 6                 | Daniela Riderelli  | Chile         | 12.02 |       |

### 200 metros
23 de julho
Vento: +5.0 m/s
| Posição           | Atleta                | Nacionalidade | Tempo | Notas |
| ----------------- | --------------------- | ------------- | ----- | ----- |
| Medalha de ouro   | Lucimar de Moura      | Brasil        | 22.98 |       |
| Medalha de prata  | Felipa Palacios       | Colômbia      | 23.14 |       |
| Medalha de bronze | Wilmary Álvarez       | Venezuela     | 23.14 |       |
| 4                 | Darlenys Obregón      | Colômbia      | 23.18 |       |
| 5                 | Raquel da Costa       | Brasil        | 23.88 |       |
| 6                 | María José Echeverría | Chile         | 23.95 |       |
| 7                 | Daniela Riderelli     | Chile         | 24.44 |       |
| 8                 | Vanesa Wohlgemuth     | Argentina     | 24.97 |       |

### 400 metros
| Posição | Bateria | Atleta                  | Nacionalidade | Tempo | Notas |
| ------- | ------- | ----------------------- | ------------- | ----- | ----- |
| 1       | 2       | Maria Laura Almirao     | Brasil        | 53.22 | Q     |
| 2       | 1       | Geisa Coutinho          | Brasil        | 53.34 | Q     |
| 3       | 1       | Lucy Jaramillo          | Equador       | 54.09 | Q     |
| 4       | 1       | María Alejandra Idrobo  | Colômbia      | 54.36 | Q     |
| 5       | 2       | Norma González          | Colômbia      | 54.85 | Q     |
| 6       | 1       | Eliana Pacheco          | Venezuela     | 55.48 | q     |
| 7       | 2       | Wilmary Álvarez         | Venezuela     | 55.52 | Q     |
| 8       | 2       | María Fernanda Mackenna | Chile         | 55.52 | q     |
| 9       | 1       | Nicole Manríquez        | Chile         | 55.92 |       |
| 10      | 2       | Pamela Freire           | Equador       | 58.33 |       |

| Posição           | Atleta                  | Nacionalidade | Tempo | Notas |
| ----------------- | ----------------------- | ------------- | ----- | ----- |
| Medalha de ouro   | Maria Laura Almirao     | Brasil        | 52.32 |       |
| Medalha de prata  | Geisa Coutinho          | Brasil        | 52.94 |       |
| Medalha de bronze | Wilmary Álvarez         | Venezuela     | 53.57 |       |
| 4                 | María Alejandra Idrobo  | Colômbia      | 54.53 |       |
| 5                 | Lucy Jaramillo          | Equador       | 54.70 |       |
| 6                 | María Fernanda Mackenna | Chile         | 55.52 |       |
| 7                 | Norma González          | Colômbia      | DNF   |       |
| 8                 | Eliana Pacheco          | Venezuela     | DNS   |       |

### 800 metros
24 de julho
| Posição           | Atleta                  | Nacionalidade | Tempo   | Notas |
| ----------------- | ----------------------- | ------------- | ------- | ----- |
| Medalha de ouro   | Rosibel García          | Colômbia      | 2:03.28 |       |
| Medalha de prata  | Jenny Mejías            | Venezuela     | 2:04.93 |       |
| Medalha de bronze | Perla Regina dos Santos | Brasil        | 2:06.04 |       |
| 4                 | Lucy Jaramillo          | Equador       | 2:08.77 |       |
| 5                 | Muriel Coneo            | Colômbia      | 2:09.00 |       |
| 6                 | Patrícia Lobo           | Brasil        | 2:24.44 |       |

### 1.500 metros
22 de julho
| Posição           | Atleta            | Nacionalidade | Tempo   | Notss |
| ----------------- | ----------------- | ------------- | ------- | ----- |
| Medalha de ouro   | Rosibel García    | Colômbia      | 4:29.63 |       |
| Medalha de prata  | María Peralta     | Argentina     | 4:30.37 |       |
| Medalha de bronze | Valeria Rodríguez | Argentina     | 4:31.35 |       |
| 4                 | Yeisy Álvarez     | Venezuela     | 4:33.10 |       |
| 5                 | Ángela Figueroa   | Colômbia      | 4:38.65 |       |

### 5.000 metros
24 de julho
| Posição           | Atleta            | Nacionalidade | Tempo    | Notas |
| ----------------- | ----------------- | ------------- | -------- | ----- |
| Medalha de ouro   | Bertha Sánchez    | Colômbia      | 16:47.03 |       |
| Medalha de prata  | Lucélia Peres     | Brasil        | 17:03.55 |       |
| Medalha de bronze | Nadir de Siqueira | Brasil        | 17:16.33 |       |
| 4                 | Susana Rebolledo  | Chile         | 17:19.59 |       |
| 5                 | Raquel Aceituno   | Peru          | 17:19.62 |       |
| 6                 | Ruby Riativa      | Colômbia      | 17:38.41 |       |
| 7                 | Rosa Chacha       | Equador       | DNF      |       |
| 7                 | Valeria Rodríguez | Argentina     | DNF      |       |
| 8                 | Niusha Mancilla   | Bolívia       | DNS      |       |
| 8                 | Eliana Silva      | Chile         | DNS      |       |

### 10.000 metros
22 de julho
| Posição           | Atleta            | Nacionalidade | Tempo    | Notas |
| ----------------- | ----------------- | ------------- | -------- | ----- |
| Medalha de ouro   | Bertha Sánchez    | Colômbia      | 34:34.40 |       |
| Medalha de prata  | Lucélia Peres     | Brasil        | 34:51.12 |       |
| Medalha de bronze | Ruby Riativa      | Colômbia      | 35:38.02 |       |
| 4                 | Roxana Preussler  | Argentina     | 35:53.90 |       |
| 5                 | Nadir de Siqueira | Brasil        | 35:58.31 |       |
| 6                 | Raquel Aceituno   | Peru          | 36:11.30 |       |
| 7                 | Eliana Silva      | Chile         | 36:21.52 |       |

### 100 metros barreiras
22 de julho
Vento: +0.1 m/s
| Posição           | Atleta             | Nacionalidade | Tempo | Notas |
| ----------------- | ------------------ | ------------- | ----- | ----- |
| Medalha de ouro   | Maíla Machado      | Brasil        | 13.18 |       |
| Medalha de prata  | Princesa Oliveros  | Colômbia      | 13.51 |       |
| Medalha de bronze | Brigitte Merlano   | Colômbia      | 13.68 |       |
| 4                 | Francisca Guzmán   | Chile         | 13.85 |       |
| 5                 | Patricia Riesco    | Peru          | 14.04 |       |
| 6                 | Isabel Silva       | Brasil        | 14.16 |       |
| 7                 | Alejandra Llorente | Argentina     | 14.39 |       |
| 8                 | Karina Caicedo     | Equador       | 16.09 |       |

### 400 metros barreiras
23 de julho
| Posição           | Atleta                  | Nacionalidade | Tempo   | Notss |
| ----------------- | ----------------------- | ------------- | ------- | ----- |
| Medalha de ouro   | Perla Regina dos Santos | Brasil        | 58.33   |       |
| Medalha de prata  | Lucimar Teodoro         | Brasil        | 59.27   |       |
| Medalha de bronze | Lucy Jaramillo          | Equador       | 59.78   |       |
| 4                 | Princesa Oliveros       | Colômbia      | 59.79   |       |
| 5                 | Patricia Riesco         | Peru          | 1:05.53 |       |
| 6                 | Karina Caicedo          | Equador       | 1:05.59 |       |
| 7                 | Sandrine Legenort       | Venezuela     | DNS     |       |

### 3.000 metros com obstáculos
23 de julho
| Posição           | Atleta            | Nacionalidade | Tempo    | Notas |
| ----------------- | ----------------- | ------------- | -------- | ----- |
| Medalha de ouro   | Patrícia Lobo     | Brasil        | 10:36.21 |       |
| Medalha de prata  | Mónica Amboya     | Equador       | 10:43.67 |       |
| Medalha de bronze | Yolanda Caballero | Colômbia      | 10:48.36 |       |
| 4                 | Ángela Figueroa   | Colômbia      | 10:52.06 |       |
| 5                 | María Peralta     | Argentina     | 10:58.69 |       |

### Revezamento 4x100 m
23 de julho
| Posição           | Nacionalidade | Atletas                                                                             | Tempo | Notas |
| ----------------- | ------------- | ----------------------------------------------------------------------------------- | ----- | ----- |
| Medalha de ouro   | Colômbia      | Melisa Murillo, Felipa Palacios, Darlenys Obregón, Norma González                   | 43.17 |       |
| Medalha de prata  | Brasil        | Luciana dos Santos, Lucimar de Moura, Raquel da Costa, Thatiana Regina Ignâcio      | 44.35 |       |
| Medalha de bronze | Chile         | María José Echeverría, Daniela Riderelli, María Fernanda Mackenna, Nicole Manríquez | 44.77 |       |
| 4                 | Venezuela     | Jennifer Arveláez, Wilmary Álvarez, Ángela Alfonso, Sandrine Legenort               | 46.24 |       |
| 5                 | Equador       | Virna Salazar, Pamela Freire, María Batallas, Karina Caicedo                        | 49.64 |       |

### Revezamento 4x400 m
23 de julho
| Posição           | Nacionalidade | Atletas                                                                             | Tempo   | Notas |
| ----------------- | ------------- | ----------------------------------------------------------------------------------- | ------- | ----- |
| Medalha de ouro   | Brasil        | Amanda Dias, Geisa Coutinho, Maria Laura Almirao, Lucimar Teodoro                   | 3:29.24 |       |
| Medalha de prata  | Colômbia      | María Alejandra Idrobo, Rosibel García, Felipa Palacios, Norma González             | 3:36.95 |       |
| Medalha de bronze | Chile         | María José Echeverría, Daniela Riderelli, María Fernanda Mackenna, Nicole Manríquez | 3:40.49 |       |
| 4                 | Equador       | Karina Caicedo, Mónica Amboya, Pamela Freire, Lucy Jaramillo                        | 3:52.76 |       |
| 5                 | Venezuela     |                                                                                     | DNS     |       |

### 20 km marcha atlética
23 de julho
| Posição           | Atleta                | Nacionalidade | Tempo   | Notas |
| ----------------- | --------------------- | ------------- | ------- | ----- |
| Medalha de ouro   | Sandra Zapata         | Colômbia      | 1:40:54 |       |
| Medalha de prata  | Tatiana Orellana      | Equador       | 1:45:12 |       |
| Medalha de bronze | Gianetti Bonfim       | Brasil        | 1:48:16 |       |
| 4                 | Josette Sepúlveda     | Chile         | 1:53:15 |       |
| 5                 | Nydia Moreno          | Colômbia      | DNF     |       |
| 5                 | Alessandra Picagevicz | Brasil        | DNF     |       |

### Salto em altura
22 de julho
| Posição           | Atleta                 | Nacionalidade | Resultado | Notas |
| ----------------- | ---------------------- | ------------- | --------- | ----- |
| Medalha de ouro   | Caterine Ibargüen      | Colômbia      | 1.93      |       |
| Medalha de prata  | Solange Witteveen      | Argentina     | 1.88      |       |
| Medalha de bronze | Marielys Rojas         | Venezuela     | 1.79      |       |
| Medalha de bronze | Eliana Renata da Silva | Brasil        | 1.79      |       |
| 5                 | Mônica de Freitas      | Brasil        | 1.79      |       |
| 6                 | Kerstin Weiss          | Chile         | 1.79      |       |
| 7                 | Tatiana Rodríguez      | Colômbia      | 1.70      |       |
| 8                 | Francisca Ortiz        | Equador       | 1.70      |       |

### Salto á vara
23 de julho
| Posição           | Atleta           | Nacionalidade | Resultado | Notas |
| ----------------- | ---------------- | ------------- | --------- | ----- |
| Medalha de ouro   | Joana Costa      | Brasil        | 4.20      |       |
| Medalha de prata  | Fabiana Murer    | Brasil        | 4.00      |       |
| Medalha de bronze | Milena Agudelo   | Colômbia      | 4.00      |       |
| 4                 | Karina Quejada   | Colômbia      | 3.60      |       |
| 5                 | Lorena Ortiz     | Equador       | 3.10      |       |
| 6                 | Alejandra García | Argentina     | ?         |       |

### Salto em comprimento
23 de julho
| Posição           | Atleta             | Nacionalidade | Resultado | Notas |
| ----------------- | ------------------ | ------------- | --------- | ----- |
| Medalha de ouro   | Luciana dos Santos | Brasil        | 6.39      |       |
| Medalha de prata  | Keila Costa        | Brasil        | 6.32      |       |
| Medalha de bronze | Caterine Ibargüen  | Colômbia      | 6.30      |       |
| 4                 | Elena Guerrero     | Colômbia      | 6.06      |       |
| 5                 | Jennifer Arveláez  | Venezuela     | 5.81      |       |
| 6                 | Daniela Coronel    | Venezuela     | 5.77      |       |
| 7                 | María Batallas     | Equador       | 5.52      |       |
| 8                 | Alejandra Llorente | Argentina     | 5.49      |       |

### Salto triplo
24 de julho
| Posição           | Atleta             | Nacionalidade | Resultado | Notas |
| ----------------- | ------------------ | ------------- | --------- | ----- |
| Medalha de ouro   | Gisele de Oliveira | Brasil        | 13.90     |       |
| Medalha de prata  | Keila Costa        | Brasil        | 13.75     |       |
| Medalha de bronze | Caterine Ibargüen  | Colômbia      | 13.59     |       |
| 4                 | Jennifer Arveláez  | Venezuela     | 13.49     |       |
| 5                 | Ludmila Reyes      | Venezuela     | 13.42     |       |
| 6                 | Johanna Trivino    | Colômbia      | 13.07     |       |
| 7                 | Macarena Reyes     | Chile         | 12.84     |       |
| 8                 | Daysi Ugarte       | Bolívia       | 12.55     |       |
| 9                 | María Batallas     | Equador       | 12.11     |       |

### Arremesso de peso
23 de julho
| Posição           | Atleta              | Nacionalidade | Resultado | Notas |
| ----------------- | ------------------- | ------------- | --------- | ----- |
| Medalha de ouro   | Andréa Maria Britto | Brasil        | 16.60     |       |
| Medalha de prata  | Luz Dary Castro     | Colômbia      | 16.27     |       |
| Medalha de bronze | Rosario Ramos       | Venezuela     | 14.67     |       |
| 4                 | Marianne Berndt     | Chile         | 14.56     |       |
| 5                 | Regiane Alves       | Brasil        | 13.78     |       |
| 6                 | Johana Ramírez      | Colômbia      | 13.65     |       |
| 7                 | Karina Díaz         | Equador       | 13.51     |       |
| 8                 | Ximena Araneda      | Chile         | 12.76     |       |

### Lançamento de disco
24 de julho
| Posição           | Atleta               | Nacionalidade | Resultado | Notas |
| ----------------- | -------------------- | ------------- | --------- | ----- |
| Medalha de ouro   | Luz Dary Castro      | Colômbia      | 53.49     |       |
| Medalha de prata  | Rosario Ramos        | Venezuela     | 52.46     |       |
| Medalha de bronze | Renata de Figueiredo | Brasil        | 51.74     |       |
| 4                 | Ximena Araneda       | Chile         | 49.72     |       |
| 5                 | Marianne Berndt      | Chile         | 49.00     |       |
| 6                 | Karina Díaz          | Equador       | 47.93     |       |
| 7                 | Katiuscia de Jesus   | Brasil        | 45.90     |       |
| 8                 | Johana Ramírez       | Colômbia      | 40.02     |       |

### Lançamento de martelo
24 de julho
| Posição           | Atleta             | Nacionalidade | Resultado | Notas |
| ----------------- | ------------------ | ------------- | --------- | ----- |
| Medalha de ouro   | Jennifer Dahlgren  | Argentina     | 65.05     |       |
| Medalha de prata  | Johana Moreno      | Colômbia      | 61.65     |       |
| Medalha de bronze | Rosa Rodríguez     | Venezuela     | 61.51     |       |
| 4                 | Johana Ramírez     | Colômbia      | 60.11     |       |
| 5                 | Josiane Soares     | Brasil        | 59.91     |       |
| 6                 | Odette Palma       | Chile         | 59.60     |       |
| 7                 | Karina Moya        | Argentina     | 59.39     |       |
| 8                 | Katiuscia de Jesus | Brasil        | 57.31     |       |

### Lançamento de dardo
23 de julho
| Posição           | Atleta             | Nacionalidade | Resultado | Notas |
| ----------------- | ------------------ | ------------- | --------- | ----- |
| Medalha de ouro   | Alessandra Resende | Brasil        | 56.06     |       |
| Medalha de prata  | Zuleima Araméndiz  | Colômbia      | 54.81     |       |
| Medalha de bronze | Romina Maggi       | Argentina     | 48.76     |       |
| 4                 | Jeny Llulluna      | Equador       | 45.35     |       |
| 5                 | Tatiana Valencia   | Colômbia      | 45.22     |       |
| 6                 | Jucilene de Lima   | Brasil        | 44.74     |       |
| 7                 | Leryn Franco       | Paraguai      | ?         |       |

### Heptatlo
| Colocação         | Atleta            | Nacionalidade | 100 m C/B | SA   | AP    | 200 m | SD   | LD    | 800 m   | Total | Notas |
| ----------------- | ----------------- | ------------- | --------- | ---- | ----- | ----- | ---- | ----- | ------- | ----- | ----- |
| Medalha de ouro   | Elizete da Silva  | Brasil        | 14.8      | 1.64 | 11.69 | 24.87 | 5.92 | 41.28 | 2:25.33 | 5429  |       |
| Medalha de prata  | Andrea Bordalejo  | Argentina     | 14.4      | 1.64 | 11.31 | 25.81 | 5.81 | 34.66 | 2:22.58 | 5249  |       |
| Medalha de bronze | Daniela Crespo    | Argentina     | 14.9      | 1.76 | 8.34  | 25.36 | 5.59 | 32.25 | 2:14.59 | 5170  |       |
| 4                 | Lucimara da Silva | Brasil        | 15.2      | 1.70 | 11.00 | 25.07 | 5.82 | 36.59 | 2:37.81 | 5109  |       |
| 5                 | Nasly Perea       | Colômbia      | 14.5      | 1.67 | 10.65 | 26.37 | 5.66 | 30.95 | 2:31.27 | 4950  |       |
| 6                 | Diana Ibargüen    | Colômbia      | 14.2      | 1.55 | 11.82 | 26.57 | 5.81 | 34.29 | 2:39.62 | 4950  |       |
| 7                 | Daysi Ugarte      | Bolívia       |           |      |       |       |      |       |         | 4539  |       |
| 8                 | Virna Salazar     | Equador       | 15.2      | 1.58 | 8.24  | 27.05 | 5.52 | 34.64 | 2:36.27 | 4506  |       |

Legenda
| Recorde mundial       | Recorde mundial (World record)               |                       | Recorde africano                      | Recorde africano (African) |                                           | Q | Classificado por posição (Qualified) |
| Recorde do campeonato | Recorde do campeonato (Championship record)  | Recorde da América    | Recorde da América (Americas)         | q                          | Classificado por melhor tempo (Qualified) |   |                                      |
| Melhor marca do ano   | Melhor marca do ano (World leading)          | Recorde asiático      | Recorde asiático (Asian)              | DNS                        | Não largou (Did not start)                |   |                                      |
| Recorde nacional      | Recorde nacional (National record)           | Recorde europeu       | Recorde europeu (European)            | DNF                        | Não terminou (Did not finish)             |   |                                      |
| Recorde pessoal       | Recorde pessoal do atleta (Personal best)    | Recorde da Oceania    | Recorde da Oceania (Oceania)          | DSQ / DQ                   | Desclassificado (Disqualified)            |   |                                      |
| Recorde da temporada  | Recorde da temporada do atleta (Season best) | Recorde sul-americano | Recorde sul-americano (South America) | NM                         | Sem marca (No mark)                       |   |                                      |